# Golden Wind
Golden Wind (яп. 黄金の風 Огон но Кадзэ), пер. с ит. букв. Золотой Ветер — пятая часть манги JoJo's Bizarre Adventure авторства Хирохико Араки. Главы публиковались в журнале Weekly Shonen Jump с 28 ноября 1995-го по 23 марта 1999 года. Всего было выпущено 155 глав, собранных затем в 17 томов манги. Действие сюжета происходит после событий Diamond Is Unbreakable и предшествует Stone Ocean.
Изначально манга была известна как JoJo's Bizarre Adventure Part 5 Giorno Giovanna: Golden Heritage (яп. ジョジョの奇妙な冒険 第5部 ジョルノ・ジョバァーナ【黄金なる遺産】 ДзёДзё но Кимё: на Боːкэн Дай Го Бу Дзёруно Дзёбаːна [Оːгон нару Исан], Невероятные приключения ДжоДжо Часть 5 Джорно Джованна: Золотое наследие)
По мотивам манги в 2002 году была выпущена видеоигра GioGio's Bizarre Adventure для игровой приставки PlayStation 2. Также в 2018 году студия David Production начала выпуск серий одноимённого аниме сериала, закончив на 39 серии.

## Сюжет
Действие происходит в Италии в 2001 году. Дзётаро Кудзё отправляет в Неаполь Коичи Хиросэ, которому поручено разыскать некоего Харуно Сиобану и заполучить образец его кожи для генетического исследования в фонде «Спидвагон». Сиобана оказывается никем иным, как Джорно Джованной, одним из внебрачных сыновей Дио (который зачал сына, уже владея телом Джонатана Джостара; таким образом, Джорно также стал потомком Джостаров). Представляясь таксистом, Джорно предлагает отвезти Коичи в город, однако, сложив багаж в салон автомобиля, уносится прочь. Коичи останавливает попытку грабежа при помощи своего стeнда, Echoes. К удивлению Коичи, Джорно тоже обладает стeндом — Gold Experience, который позволяет ему наделять жизнью неодушевленные предметы. Далее сюжет манги следует за приключениями Джорно, который ставит своей целью стать боссом неаполитанской мафии и избавить город от разрушительной торговли наркотиками. Вскоре он вступает во влиятельную банду «Пассионе» (рус. страсть), членами которой являются другие обладатели стендов. Пройдя зловещую инициацию, Джорно попадает в отряд Бруно Буччарати, вместе с которым вскоре получает задание от таинственного босса «Пассионе» — доставить в безопасность его единственную дочь, Уну Триш, за которой охотятся и другие отряды банды, намеревающиеся раскрыть тайну личности босса и захватить власть в «Пассионе».

## Персонажи
Джорно Джованна (яп. ジョルノ・ジョバァーナ Дзёруно  Дзёба:на)
Главный герой. Он сын японки и Дио Брандо и в раннем детстве переехал в Италию. Мечтает стать «гангстерской звездой» (gangstar) и намеревается прекратить продажу наркотиков маленьким детям. Его Стенд, Gold Experience, способен давать жизнь неодушевлённым предметам, превращая их в животных или части тела, таким образом, он может «лечить» своих союзников. Также, ударив человека, он дарует ему мнимое ускорение, а затем замедление, поэтому во время удара противник испытывает более острую боль.
Сэйю: Кэнсё Оно
Бруно Буччиллати (яп. ブローノ・ブチャラティ Буро:но Бутярати)
Член мафиозной банды «Пассионе». После небольшой битвы Джорно убеждает Бруно разделить идею отмены продажи наркотиков детям. Его Стенд, Sticky Fingers, способен создавать молнии (застёжки) и направлять их на разные объекты, от стен до людей.
Сэйю: Юити Накамура
Леоне Аббакио (яп. レオーネ・アバッキオ Рэо:нэ Абаккио)
Член банды «Пассионе» он присоединяется к банде отступников, чтобы защитить Триш Уну от её отца Дьяволо. Его Стенд, Moody Blues, способен воспроизводить прошлое какого-либо человека, превращаясь в него самого. При этом Леоне может отматывать воспроизводимое.
Сэйю: Дзюънити Сувабэ
Дьяволо (яп. ディアボロ Диаборо)
Главный злодей истории. Также известен как Босс. Рос у священника, и позже вступил в преступный синдикат Пассионе. Он решил обезопасить себя от возможности раскрытия его личности и решил убить всех своих кровных родственников, в том числе и дочь — Триш Уну, которую защищают главные герои. Его стенд King Crimson способен отражать свою психику Дьяволо и чётко предсказывать будущее на 10 секунд, а также «стирать» время.
Сэйю: Кацуюки Кониси

## Манга

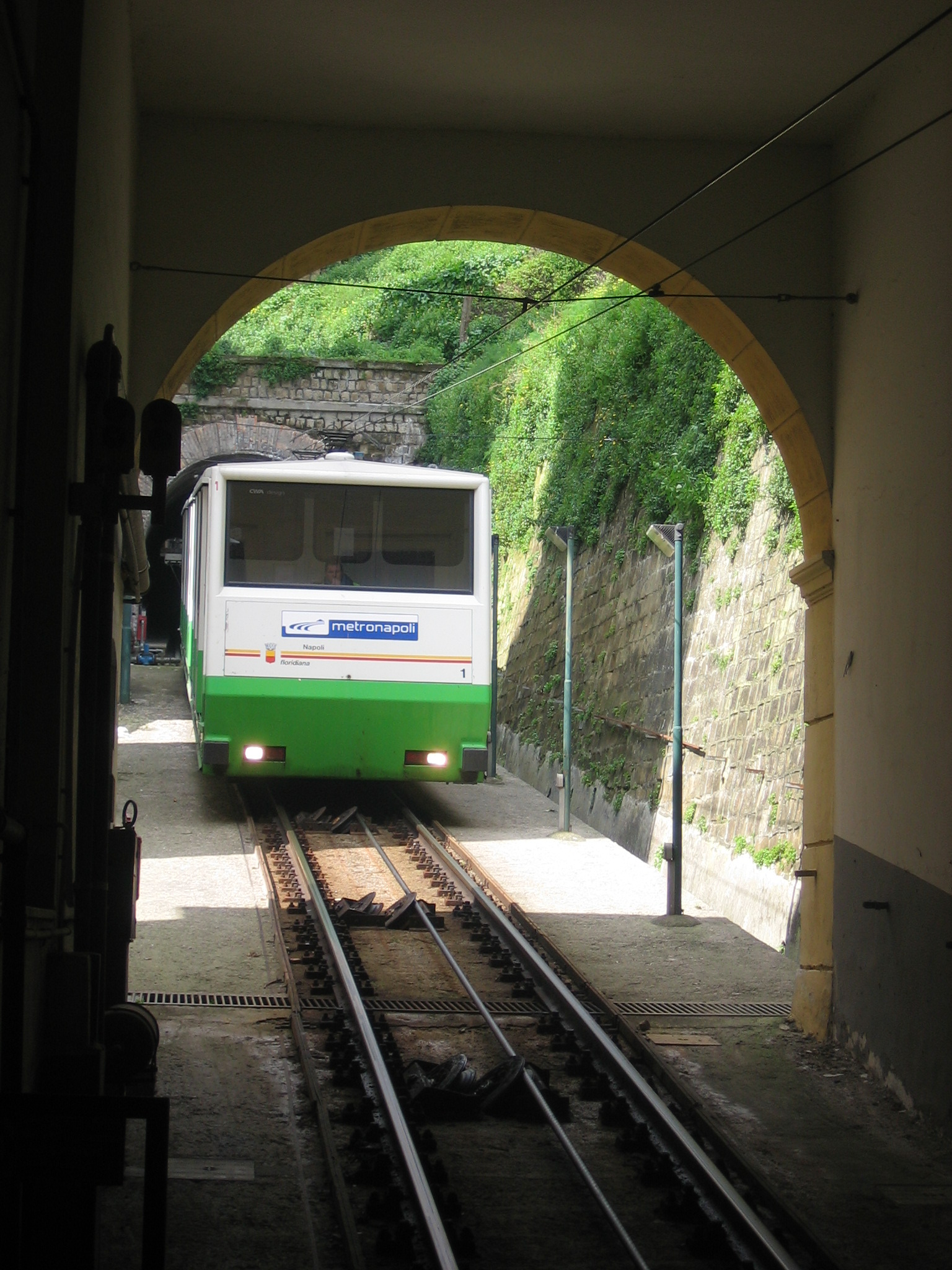
Неаполь, фуникулёр. В нём состоялось первое сражение Джорно и Буччарати

Предпосылкой к созданию Golden Wind стало общее увлечение Хирохико Араки итальянской культурой и искусством, в частности скульптурами Микеланджело, с которых пытался срисовать позы персонажей. Автор манги ранее не раз совершал поездки в Италию и черпал там своё вдохновение при создании манги. При этом персонажи-итальянцы уже и раньше часто появлялись в предыдущих частях JoJo’s Bizarre Adventure. Главный герой пятой части является первым персонажем — не прямым потомком Джостара, однако по прежнему связанным с ним кровью. Помимо этого, мангака хотел придать сюжету драматическую глубину, показать, как персонажи подвергаются остракизму со стороны общественности, но по прежнему не отказываются от своего чувства справедливости. Как заметил Араки, в предыдущих работах он старался избегать драматических сцен, так как редакторы утверждали, что у Араки плохо получается их изображать. При создании Джорно Джованны Араки придерживался принципа, что он не обязательно должен быть героем-добродеятелем, однако перед Джорно стоит некая дилемма, к решению которой он стремится в течение развития сюжета и должен решить в одиночку. Помимо этого, мангака создал банду Буччарати, состоящую из изгоев, члены которой не связаны лидером, последователями или братством, то есть каждый член действует самостоятельно. Мангака добавил, что «нет ничего прекраснее, чем человек, следующий своим целям вне зависимости от одобрения общества и даже если это означает, что он вынужден стать изгоем». Чтобы лучше передать гангстерский дух, Араки слушал рэп-клипы разных американских исполнителей, например треки из альбома Doggystyle исполнителя Snoop Dogg.
Golden Wind — это первая из частей JoJo, где Араки отказался от изображения массивных мускулистых тел, как было модно в манге до конца 1990-х годов. Например, при создании Джорно Джованны, мангака стремился придать ему максимально реалистичные по меркам персонажа манги пропорции тела. Идея изменить художественный стиль пришла автору ещё во время создания Diamond Is Unbreakable, где Араки постепенно начал изменять пропорции тел персонажей в сторону более реалистичных. В своих поздних работах Араки стал больше вдохновляться фотографиями моделей, в основном женских, а также уделять особое внимание костюмам и макияжу персонажей.
Хирохико Араки заметил, что Golden Wind является самой популярной частью JoJo в Японии и одновременно в своё время данная часть была холоднее всего воспринята на Западе. Араки надеется, что аниме-экранизация, которой «так долго не было», изменит отношение к сюжету в лучшую сторону.
Впервые манга публиковалась в журнале Weekly Shonen Jump с 28 ноября 1995 по 23 марта 1999 года. Всего было выпущено 155 главы, собранных затем в 17 томов манги. Манга публиковалась на территории Тайваня на китайском языке издательством Tongli Publishing и Франции на французском языке издательством Tonkam с апреля 2007 года по декабрь 2009 года, всего было выпущено 17 томов. Манга также была переведена на английский язык и публиковалась в США в виде 9 томов с 2012 по 2013 год.

## Медиа
По мотивам манги 28 мая 2001 году была выпущена новелла под названием Le Bizzarre Avventure di GioGio II: Golden Heart/Golden Ring (яп. ジョジョの奇妙な冒険 II ゴールデンハート/ゴールデンリング), авторами выступили Гити Оцука и Мия Сётаро. Согласно сюжету главная героиня Кониглио переезжает в Венецию и устраивается там на работу в качестве уборщицы отеля. Она владеет стендом, способным исцелять, но пока не понимает природу своей силы. Кони становится свидетельницей массового убийства в отеле, инцидент связан с мафией пассионе, однако напавший за посетителей отеля начинает преследовать Кони и знает о её силе. Девушка ищет помощи у Джорно и его союзников. Новелла была переведена на итальянский язык в 2004 году. Вторая новелла по мотивам манги и являющаяся продолжением первой новеллы — Purple Haze Feedback (яп. 恥知らずのパープルヘイズ -ジョジョの奇妙な冒険より) — была выпущена 16 сентября 2011 года, автором выступил Кохэй Кадано. Согласно сюжету, действие происходит через 6 месяцев после основных событий Golden Wind, Панакотта Фуго, один из главных героев, который отвернулся от Джованны после того, как тот восстал против босса Пассионе связался с Гвидо Мисто, который предложил доказать его лояльность к Пассионе, разузнав, откуда мафия добывает наркотики. Панакотта отправляется в Сицилию в поисках ответа.
По мотивам манги также была выпущена игра от компании Capcom под названием Le Bizzarre Avventure di GioGio: Vento Aureo (яп. ジョジョの奇妙な冒険 黄金の旋風 ДзёДзё но Кимуё но Бо:кэн О:гон но Кадзэ) для PlayStation 2 в 2002 году. Игра следует основному сюжету манги. Игровой трёхмерный мир выдержан в стиле сэл-шейдерной анимации, имитирующем результат рисования вручную, для того, чтобы передать картинке псевдо-стиль манги.
Игру планировалось выпустить на территории Европы, однако это не удалось сделать из-за названия, которое было созвучно с именами известных музыкальных групп, и принципиального нежелания Араки — автора манги — идти на компромисс и менять имена. Компания изначально планировала выпустить игру в Соединенных Штатах, но никаких дальнейших действий предпринято не было, и дата выхода так и не была объявлена.
Также главные герои из Golden Wind появлялись в двух видеоиграх, таких, как All Star Battle 2012 года выпуска и Eyes of Heaven 2014 года выпуска. В обоих случаях Джорно Джованна и его ближайшие союзники появляются в качестве игровых персонажей, с которыми можно вступать в бой или самим за них сражаться.

## Аниме

### Создание
Главным режиссёром экранизации выступал Наокацу Цуда, известный работой над предыдущими экранизациями Jojo — Phantom Blood, Battle Tendency и Stardust Crusaders, сценаристом выступал Ясуко Кобаяси. За дизайн персонажей отвечал Такахиро Кисида, примечательно, что именно он отвечал за дизайн персонажей аниме-экранизации Baoh 1989 года, также авторства Хирохико Араки. Директором анимации был Сюньити Исимото. Над проектом также работали два новых режиссёра — Ясухиро Кимура и Такаси Такахаси
Такамицу Суэёси, один из продюсеров аниме-экранизации Golden Wind заметил, что в отличие от предыдущих сериалов по мотивам Jojo, главный герой Джорно Джованна не был простым защитником справедливости, его образ жизни давал понять, что речь идёт о крайне неоднозначном персонаже, но крайне прямолинейнoм в плане того, во что он верит. Общаясь с создателем манги-оригинала, автор Хирохико Араки заметил, что хотел проиллюстрировать красивых и сексуально привлекательных мужчин, чем когда либо раньше (в предыдущих частях манги франшизы Jojo) и эта особенность должна была быть отражена и в аниме-экранизации, создатели поставили перед собой цель изобразить героев ещё красивее и ярче, чем в манге. Хироюки Омори, другой продюсер заметил, что если как правило в аниме-сериале важно сделать одного из главных героев привлекательным для зрителей, то в случае с Golden Wind, необходимо было создать сразу большое количество привлекательных персонажей, Омори признался, что именно привлекательность героев стала вероятно главной причиной популярности сериала, которая даже резко возросла при появлении главной команды киллеров-антагонистов.
Одна из главных проблем при создании сериала заключалась в дизайне персонажей; персонажи Араки выдержаны в ярком и авторском стиле, их необычная одежда изобилует деталями, в итоге аниматорам приходилось прорисовывать каждую деталь одежды во всех сценах, на что было потрачено много времени и ресурсов. Помимо прочего, создатели признались, что помимо выраженного авторского стиля персонажей, им было необходимо грамотно экранизировать крайне необычную по меркам манги историю, чтобы зрители не восприняли увиденное на экране, как полный хаос, особенно сложной сценой было переселение душ главных героев со слов Омори. Помимо прочего, сценаристы добавили в сериал предысторию с Фуго, которой не было в оригинальной манге, и перед этим проконсультировались с автором оригинала Хирохико Араки. В целом создатели стремились несмотря на всё, строго следовать канонам манги и поэтому не боялись нарушать в сюжете баланс между комедией и драмой, с которой «в оригинальной манге не было проблем».
Омори признался, что сценаристы и аниматоры вложили всю душу в свой проект и намеревались досконально его проработать и сделать самой впечатляющей адаптацией Jojo. Ради чего директора ездили в Италию, изучали улицы городов, где разворачивается сюжет. Это также послужило причиной более длительного хиатуса между выпуском Golden Wind и предыдущим сериалом Diamond is Unbreakable. Почти в каждой сцене аниме-сериала появляются реальные улицы итальянских городов. Аниматоры ставили перед собой цель изобразить подлинность окружающего пространства, бытовой жизни Италии и её культуры, однако по задумке режиссёра, зритель должен был прочувствовать итальянскую атмосферу через изображение неба, моря и ветра. Для чего также были добавлены ряд коротких оригинальных сцен, например где Джорно покупает мороженое детям.

### Выпуск
Выпуск аниме-сериала планировался в октябре 2018 года, который должен был стать продолжением аниме-экранизации франшизы JoJo's Bizarre Adventure, выпуск которой начался в ещё 2012 году. Так намёки на предстоящую экранизацию появлялись в аниме Diamond Is Unbreakable. По версии испанского сайта Culturgeek, экранизация Golden Wind вошла в список самых ожидаемых аниме в 2017 году. В январе 2018 года стало известно, что издательство Shueisha зарегистрировало торговую марку «Golden Wind».
Анонс пятого сезона по мотивам части Golden Wind состоялся 21 июня 2018 года, о выходе лично сообщил Хирохико Араки, создатель оригинальной манги, во время трансляции на Youtube. Первая серия была продемонстрирована 5 июля на аниме-фестивале Anime Expo. Официальный выход первой серии состоялся 5 октября 2018 года по телеканалу Tokyo MX. Показ закончился 28 июля 2019, всего было показано 39 серий.
В январе 2019 года в результате голосования, сайт Crunchyroll признал Golden Wind, как аниме с лучшим дизайном года.

## Музыка

В качестве основного композитора выступал Юго Канно, также писавший музыкальные сопровождения к предыдущим экранизациям Jojo.
Открывающую тему к аниме — Fighting Gold исполняет японский певец под псевдонимом Coda, который уже раннее исполнял музыку к опенингам предыдущиx частей аниме-экранизаций JoJo. Вторая открывающая тема — Uragirimono no Requiem в исполнении японского певца Даисукэ Хасэгавы. Закрывающая тема к аниме — R&B-клип Freek'n You 1995 года выпуска в исполнении американской группы Jodeci. Вторая закрывающая тема — Modern Crusaders из альбома The Screen Behind the Mirror немецкого музыкального проекта Enigma.
Работая над музыкой к открывающим темам аниме, Хироюки Омори, один из главных продюсеров заметил, что создатели при работе над опенингами к Jojo всегда сначало работали над основной музыкальной композицией и только затем искали певца с наиболее подходящим голосом для конкретной песни. Однако им в прошлом очень понравилось сотрудничество сотрудничество композитора Тосиюки Омори и певца Coda, в результате которого был создан сингл «Bloody Stream», поэтому они решили вернуть этот «дуэт» для записи сингла «Fighting Gold», в том числе опасаясь, что из-за уже возросшей популярности франшизы Jojo, существовал риск того, то зрители могли бы не однозначно оценить нового композитора и певца.
Перед созданием композиций, продюсеры проконсультировались с автором манги Хирохико Араки, который заметил, что при создании манги, вдохновлялся гангстерским репом и музыкой R&B, в частности продюсеры и Араки сошлись в идее в качестве закрывающей темы каждой серии использовать сингл Freek'n You 1995 года репера Jodeci.

## Восприятие
Японское турагентство Kinki Nippon Tourist Kanto организовали для японских туристов специальные туры в Италию по достопримечательностям и местам, которые фигурировали в манге Golden Wind. 

### Критика
Федерико Ло Джудиче, критик сайта culturageek назвал пятую часть одной из лучших и популярных частей «гениальной» франшизы Jojo’s Bizarre Adventure. Представитель сайта Isolailyon отметил, что Golden Wind вступает в резкий контраст с предыдущими частями, отличающимися своей беззаботностью и карикатурностью. В частности мир Golden Wind переполнен несправедливостью и болью. Сюжет даёт углубленное исследование личных историй главных героев и их психологическое взаимодействие. Глубокий смысл делает боевые сражения второстепенными. Также заметна и дальнейшая эволюция художественного стиля Араки из мускулистых мужчин. Каждый персонаж грациозен и представляет собой гомо-эротический образ. Редакция CBR отдельно приметила красивое и «потрясающе достоверное» изображение городов и природных пейзажей Италии в аниме-экранизации.

### Мемы
Несколько сцен из манги стали интернет-мемом в англоязычном интернете, например сцена, где Бруно Бучеллати лижет лицо Джорно, чтобы проверить его на ложь. Данный мем получил название This Is The Taste Of A Liar (это вкус лжеца). По мотивам сцены были созданы различные арты, самым известным из которых стало пародия с изображение Губки Боба и Патрика из мультфильма Губка Боб Квадратные Штаны (мультсериал).
Другой мем под названием It Just Works (это просто работает) связан со стендом Дьяволо — King Crimson, и возник на фоне противоречивых способностей стенда и некачественного перевода диалогов сцен на английский язык. Смысл мема заключается в том, что что-то работает несмотря на невозможные условия или явные противоречия.
Также с выходом седьмого эпизода в всемирной паутине появилась тонна пародий на сцену с танцами из этого же эпизода. Примером является подстановка вместо оригинальной песни Benny Benassy — Satisfaction, так как в русскоязычном сегменте часто связывают эту сцену с вышеупомянутой песней.
Также, есть момент из главной темы. Пианино, которое предвещает победу в любой ситуации.